# Köpenicker SC (volley-ball féminin)
Köpenicker SC est un club allemand de volley-ball fondé en 1991 et basé à Berlin qui évolue pour la saison 2015-2016 en 1.Bundesliga.

## Effectifs

### Saison 2016-2017
| No                                         | Nom                                        | Date de naissance                          | Taille                         | Poids                          | Poste                          |
| ------------------------------------------ | ------------------------------------------ | ------------------------------------------ | ------------------------------ | ------------------------------ | ------------------------------ |
| 1                                          | Nicole Walch                               | 5 novembre 1993                            | 189                            |                                | Réceptionneuse-attaquante      |
| 2                                          | Celin Stöhr                                | 22 novembre 1993                           | 193                            | 75                             | Centrale                       |
| 5                                          | Dominice Steffen                           | 17 décembre 1987                           | 185                            | 70                             | Réceptionneuse-attaquante      |
| 6                                          | Luise Klein                                | 15 janvier 1999                            | 178                            | 59                             | Passeuse                       |
| 7                                          | Anna Pogany                                | 21 juillet 1994                            | 168                            | 70                             | Libero                         |
| 8                                          | Annalena Grätz                             | 22 mars 1997                               | 185                            | 68                             | Réceptionneuse-attaquante      |
| 9                                          | Julia Hero                                 | 20 octobre 1991                            | 185                            | 67                             | Réceptionneuse-attaquante      |
| 10                                         | Sarah Wickstrom                            | 5 avril 1993                               | 181                            |                                | Passeuse                       |
| 11                                         | Jessica Göpner                             | 11 décembre 1990                           | 173                            |                                | Libero                         |
| 12                                         | Marie Holstein                             | 15 avril 1997                              | 191                            | 61                             | Attaquante                     |
| 15                                         | Nele Iwohn                                 | 15 septembre 1996                          | 183                            | 68                             | Attaquante                     |
| 16                                         | Nuria Lopes da Silva                       | 26 décembre 1991                           | 176                            | 67                             | Centrale                       |
| 17                                         | Pia Riedel                                 | 9 septembre 1990                           | 178                            |                                | Réceptionneuse-attaquante      |
|                                            |                                            |                                            |                                |                                |                                |
| Encadrement technique                      | Encadrement technique                      |                                            | Légende                        | Légende                        | Légende                        |
| Entraîneur : Manuel Rieke                  | Entraîneur : Manuel Rieke                  | Entraîneur : Manuel Rieke                  | : Capitaine                    | : Capitaine                    | : Capitaine                    |
| Entraîneur(s) adjoint(s) : Finn Dittelbach | Entraîneur(s) adjoint(s) : Finn Dittelbach | Entraîneur(s) adjoint(s) : Finn Dittelbach | : Joueuse blessée actuellement | : Joueuse blessée actuellement | : Joueuse blessée actuellement |